# Rácz Jenő (politikus, 1907–1981)
Rácz Jenő (Debrecen, 1907. május 26. – Budapest, 1981. január 26.) közgazdász, politikus, pénzügyminiszter.

## Életpálya
Középiskolai tanulmányait a Debreceni Kollégium Gimnáziumában végezte, majd gazdászoklevelet és államtudományi doktori oklevelet szerzett. A Magyar Mezőgazdák Szövetkezete, majd a budapesti Kereskedelmi és Iparkamara, 1934-től a Külkereskedelmi Hivatal tisztviselője. 
1939-től a Kereskedelemügyi Minisztériumban miniszteri titkár, 1944-ben miniszteri tanácsosként a Földművelésügyi Minisztérium közgazdasági főosztályának vezetője. 1945. novembertől a Független Kisgazdapárt tagja. 1945-1946-ban a Közellátásügyi Minisztérium tisztviselője. 1946. december 10-én ő terjeszti be az első forint-költségvetést.
1946. augusztus 26-án kinevezték pénzügyminiszterré. 1947. március 14-ig volt pénzügyminiszter, de április 9-ig ideiglenes pénzügyminiszter maradt. 1947. február 12. és 1947. március 14. között ideiglenes építés- és közmunkaügyi miniszter és Nagy Ferenc miniszterelnök tanácsadója volt, Az UNRRA (United Nations Relief and Rehabilitation Organization) genfi tanácskozásán ő képviselte hazánkat.
Ellenezte a Magyar Kommunista Párt túlzott államosítási terveit, ezért 1947-ben visszavonult a politikai élettől.
1956 novemberében a FKGP egyik képviselőjeként részt vett a szovjet kormányhoz forduló kibontakozási javaslat elkészítésében. A dokumentum az 1956. december 8-i dátumot viseli, de Bibó István és Göncz Árpád már előbb, a nőtüntetés napján (december 4.) átadta K.P.S. Menon (Kumara Padmanabha Sivasankara Menon) Moszkvába akkreditált indiai nagykövetnek a memorandum egy példányát, melyet a Petőfi Párt részéről Bibó István és Farkas Ferenc, a Kisgazdapárt részéről Varga István és Rácz Jenő írta alá.